# Чемпіонат Югославії з футболу 1929
Чемпіонат Югославії з футболу 1929 (сербохорв. Првенство Југославије у фудбалу 1929.) — сьомий розіграш футбольної першості Югославії. Вперше фінальний турнір проходив за ліговою системою, коли кожна з команд проводила по два матчі одна з одною. До участі у змаганнях були залучені команди-переможці регіональних чемпіонатів, що попередньо брали участь у кваліфікаційних іграх. Чемпіоном країни вдруге став клуб «Хайдук» із Спліта. Сезон вийшов дуже скандальним і привів до переїзду штаб-квартири Футбольного союзу Югославії із Загреба до Белграда.

## Клуби-учасники
- Переможці футбольної асоціації Белграда — БСК, «Югославія»
- Переможці футбольної асоціації Загреба — ХАШК, «Граджянскі» (Загреб)
- Переможець футбольної асоціації Осієка — «Хайдук» (Осієк)
- Переможець футбольної асоціації Любляни — «Примор'є»
- Переможець футбольної асоціації Сараєво — «Славія» (Сараєво)
- Переможець футбольної асоціації Скоп'є  — «Побєда» (Скоп'є)
- Переможець футбольної асоціації Спліта — «Хайдук» (Спліт)
- Переможець футбольної асоціації Суботиці — САНД

## Кваліфікація
| Команда 1        | Рахунок   | Команда 2             |
| ---------------- | --------- | --------------------- |
| БСК              | 17:2, 0:1 | «Побєда»              |
| САНД             | 0:1, 1:3  | «Югославія»           |
| ХАШК             | 1:1, 3:0  | «Хайдук» (Осієк)      |
| «Примор'є»       | 1:3, 0:4  | «Граджянскі» (Загреб) |
| «Хайдук» (Спліт) | 2:1, 2:1  | «Славія» (Сараєво)    |

## Основний турнір
За підсумками сезону переможцем став клуб БСК, що набрав таку ж кількість очок, як і « Хайдук» (12), але був попереду за додатковими показниками. Однак через те, що у двох перших поєдинках змагань у складі БСК зіграв незареєстрований гравець Душан Маркович, було прийнято рішення переграти ці матчі. Клуб БСК спершу відмовився перегравати поєдинки, адже вважав таке рішення несправедливим. У підсумку ж переграв гру проти «Хайдука», вдруге перемігши (2:1 замість 3:1 у першій грі). Але матч проти «Югославії», у якому БСК переміг у першому турі 5:1, так і не був переграний і команді зарахували поразку 0:3.
БСК подав апеляцію в ФСЮ. 24 березня 1929 року мало відбутися засідання футбольних чиновників в Загребі. Однак загальна гостра внутрішньополітична ситуація в Югославії призвела до підвищення напруженості і інцидентів навколо засідання ФСЮ. Таким чином апеляція БСК навіть не була розглянута.

### Таблиця результатів
| Команди    | ХАЙД | БСК | ЮГОС | ХАШК | ГРАД |
| ---------- | ---- | --- | ---- | ---- | ---- |
| Хайдук     | ХХХ  | 1:2 | 4:2  | 5:2  | 4:1  |
| БСК        | 5:5  | ХХХ | 0:3  | 2:1  | 5:1  |
| Югославія  | 0:0  | 1:2 | ХХХ  | 2:0  | 4:0  |
| ХАШК       | 1:2  | 3:1 | 2:2  | ХХХ  | 3:1  |
| Граджянскі | 2:4  | 1:1 | 2:0  | 0:3  | ХХХ  |

### Турнірна таблиця
|    | Команди    | І | В | Н | П | ГЗ | ГП | Р   | О  |
| -- | ---------- | - | - | - | - | -- | -- | --- | -- |
| 1. | Хайдук     | 8 | 5 | 2 | 1 | 25 | 15 | +10 | 12 |
| 2. | БСК        | 8 | 4 | 2 | 2 | 18 | 16 | +2  | 10 |
| 3. | Югославія  | 8 | 3 | 2 | 3 | 14 | 10 | +4  | 8  |
| 4. | ХАШК       | 8 | 3 | 1 | 4 | 15 | 15 | 0   | 7  |
| 5. | Граджянскі | 8 | 1 | 1 | 6 | 8  | 24 | -16 | 3  |

## Склади призерів
«Хайдук»: Бартул Чулич (8); Янко Родін (8), Іван Монтана (6); Марко Мікачич (8), Мирослав Дешкович (8), Велько Подує (6), Душан Степанович Гузина (4.1); Лео Лемешич (8.2), Любо Бенчич (8.10), Антун Боначич (8.4), Анте Бакотич (8.5), Шиме Подує (5.2), Вінко Радич (1), Владимир Крагич (1.1), Вінко Віличич (1); тренер Лука Калітерна.
БСК: Мілан Стоянович (7); Драгомир Тошич (7), Милан Томашевич (6), Предраг Радованович (1); Милорад Арсеньєвич (7), Сава Маринкович (7), Любиша Джорджевич (6), Драголюб Дукич (1); Александар Тирнанич (7.1), Благоє Мар'янович (7.6), Джордже Вуядинович (7.9), Драголюб Чупич (7.2), Драгутин Найданович (6), Нікола Мар'янович (1); тренер: Адольф Енгель
«Югославя»: Душан Пантич (7); Милутин Івкович (7.1), Стоян Попович (7);  Петар Лончаревич (7), Бранко Петрович (7),  Бранко Младенович (6), Бранислав Димитриєвич (1); Бранислав Хрньїчек (7.3), Драгослав Вирич (7), Славко Милошевич (5.2), Рудольф Добриєвич (5.2), Борис Попович (5.2), Стеван Лубурич (4), Владета Джурич (2); тренер: Йоганн Стрнад (Австрія)

## Найкращі бомбардири
|    | Гравець            | Команда  | Голів |
| -- | ------------------ | -------- | ----- |
| 1° | Любо Бенчич        | «Хайдук» | 10    |
| 2° | Джордже Вуядинович | БСК      | 9     |
| 3° | Благоє Мар'янович  | БСК      | 6     |
|    | Іван Хитрець       | ХАШК     | 6     |
| 5° | Анте Бакотич       | «Хайдук» | 5     |